# Perisher Valley
Perisher Valley ist ein Skigebiet und Feriendorf in den Snowy Mountains in New South Wales, Australien, auf 1720 Meter über dem Meer. Es liegt im Snowy River Shire und im Kosciuszko-Nationalpark. Perisher Valley, betrieben von der New South Wales Department of Environment and Climate Change, wird hauptsächlich im Winter belegt, obwohl es das ganze Jahr über geöffnet ist.
Das Skigebiet ist mit dem Skitube und mit dem Auto erreichbar. Es gibt auch eine kostenlose Verbindung durch den Park-Service, denn Autos dürfen während der Wintermonate dort nachts nicht abgestellt werden. Die Bahnverbindung des Skitube wurde im Jahr 1987 bis Perisher Valley in Betrieb genommen, ein Jahr später weiter bis Blue Cow verlängert. Die Bahngesellschaft übernimmt auch die Logistik der dortigen Restaurants.
Der Bevölkerung des Dorfes beläuft sich auf 99 Personen. Im Winter kommen etwa 2.500 Touristen hinzu.
Von 1967 bis zum Abriss 1976 befand sich im Wintersportgebiet die Skisprungschanze Piper’s Gap Ski Jump.